# 金曜たぶろっど!
『金曜たぶろっど!』（きんようたぶろっど）は、2006年11月3日から2009年3月27日まで千葉テレビ放送で放送されていた県内地域情報番組。
当初は10代～20代前半をターゲットして制作されたが、2007年後半になって明らかに主婦層や帰宅後のサラリーマンをターゲットにしたコーナーも用意された。

## 放送時間
- 毎週金曜日　19:00～19:55【生放送】

## 出演者

### ナビゲーター
- 矢野明仁

### アシスタント
- 小段典子 - 2008年*月まで担当

### ご意見番
- Netty

### レポーター
- 秋山香織
- 安藤みのり
- 上原風馬

他

### その他レギュラー出演者
- 清水祥恵 - ゴルフコーナーとクッキングコーナーを担当
- 大寺眞輔 - 映画コーナーを担当
- 青井智佳子 - 整美体操コーナーを担当
- 真央侑奈 - 占いコーナーを担当
- 柏木りか - マネーコーナーを担当

## 番組コーナー
- 遊癒たぶろっど

レポーターが千葉県を中心に関東各地を巡り、新しい旅のスタイルを提案した。合わせてグルメやレジャースポットも紹介した。
- 金曜的爽健美計画

リフレッシュ、健康、美しくをキーワードにレポーターが体験報告を行った。
- ちばエクスプレス

千葉の話題、千葉ならではのスポットや情報をレポーターが取材した。
- 週末どうしましょ!?

番組を見てからでも間に合う土日のイベント情報を紹介した。